# Engis
Engis (prononcer [ɑ̃ʒi] ; en wallon Indji) est une commune francophone de Belgique située en Région wallonne dans la province de Liège (arrondissement administratif de Huy), ainsi qu'une localité où siège son administration.
Elle regroupe depuis 1977 les sections d'Engis, Clermont-sous-Huy, Hermalle-sous-Huy, Éhein-Bas et une partie d'Ombret-Rawsa.

## Étymologie
La graphie du nom de cette localité a varié depuis le Moyen Âge :
Ingeyes vers 1034, Engeit et Ingeis vers 1050, Engy vers 1100, Engeih vers 1232 , Engys-sur-Moeze vers 1476.
La racine de ces noms pourrait signifier « aux prairies » (du germanique angjo) ou « alluvions » (de l’ancien français engier = augmenter)[réf. souhaitée].

## Géographie

### Situation
À l'exception du village d'Engis, le territoire communal occupe la rive droite et le versant sud de la Meuse qui fait office de limite avec les communes d'Amay et Saint-Georges-sur-Meuse. La vallée industrielle de la Meuse (sillon Sambre et Meuse) sert aussi d'implantation aux trois principaux villages de la commune (d'amont en aval : Hermalle-sous-Huy, Clermont-sous-Huy et Engis) tandis que les localités moins peuplées d'Aux Houx, Aux Granges et Aux Fontaines se trouvent plus en altitude sur la partie supérieure du versant sud boisé faisant partie de l'Ardenne condrusienne, sous-région du Condroz. Plusieurs petits ruisseaux dévalent ce versant avant de rejoindre la Meuse. Sur le versant nord opposé, le quartier des Fagnes occupe la partie nord de la commune sur les hauteurs du village d'Engis à proximité du village des Awirs (commune de Flémalle).
Engis se situe à égale distance (environ 17 km) des villes mosanes de Huy et Liège reliées par la route nationale 90 qui traverse la commune en rive droite de la Meuse.

### Sections de commune
La commune regroupe les anciennes communes suivantes:
| # | Nom               | Superf. (km²) | Habitants (2020) | Habitants par km² | Code INS |
| - | ----------------- | ------------- | ---------------- | ----------------- | -------- |
| 1 | Engis             | 3,37          | 3.468            | 1.030             | 61080A   |
| 2 | Éhein-Bas         | 3,75          | 124              | 33                | 61080B   |
| 3 | Clermont-sous-Huy | 16,22         | 1.106            | 68                | 61080C   |
| 4 | Hermalle-sous-Huy | 4,41          | 1.511            | 343               | 61080D   |

### Communes limitrophes
|      | Saint-Georges-sur-Meuse | Flémalle |
| Amay | Engis                   | Neupré   |
|      | Nandrin                 |          |

### Géologie

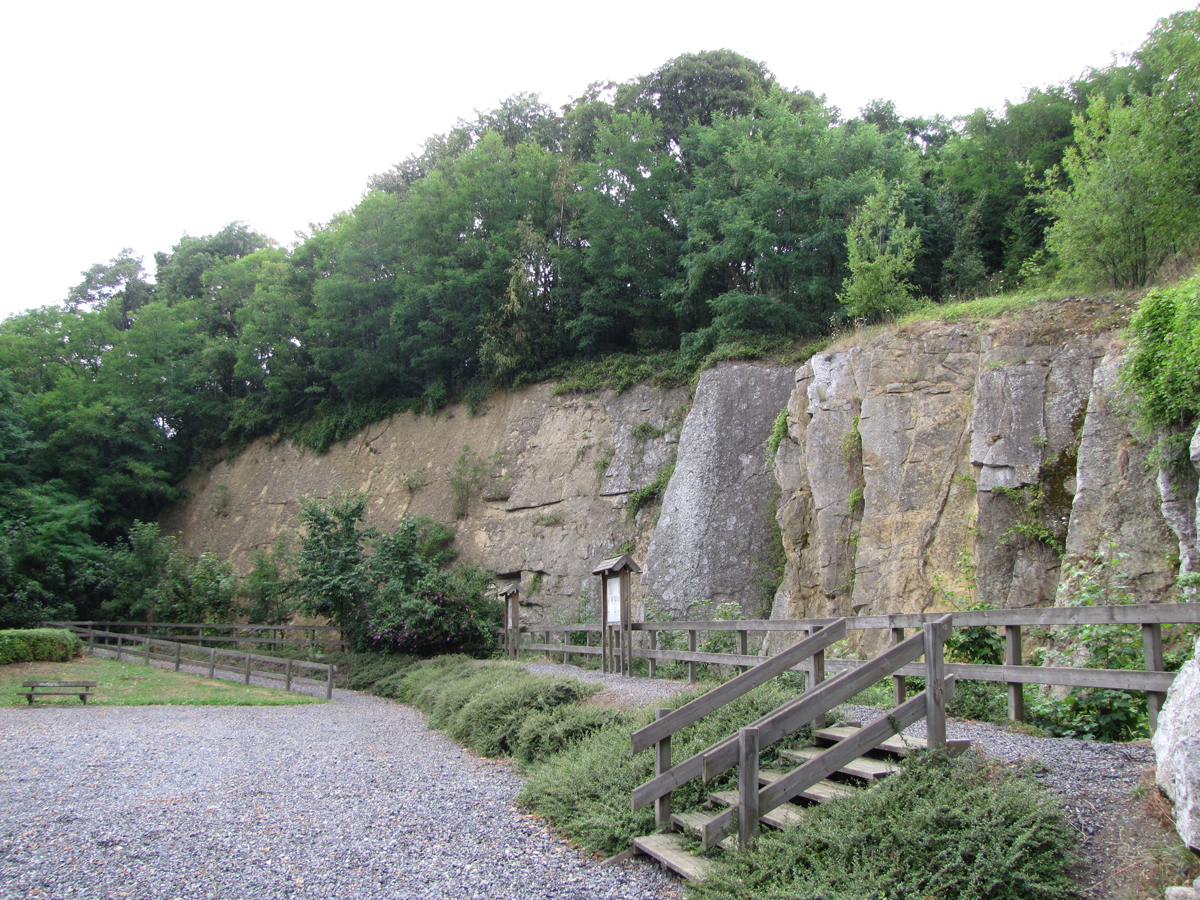
Géosite, parc des Tchafornis.

Engis occupe une situation rare par son contact avec les deux structures géologiques majeures de Belgique : les synclinoriums de Dinant et de Namur. Le sous-sol, datant principalement du carbonifère, a été exploité dès le XVIIIe siècle pour ses gisements d'alun, charbon et surtout pierres calcaires et dolomies.
Le front vertical d’une ancienne carrière de calcaire, situé actuellement dans le parc des Tchafornis et aménagé en géosite, présente par ses bancs obliques la coupe exceptionnelle d’un récif corallien à stromatopores d’il y a un peu plus de 370 Ma.
Les grottes Lyell et de Rosée, situées à Engihoul dans l’ancienne commune de Éhein, sont classées patrimoine exceptionnel de Wallonie depuis le 8 juillet 1977 et contiennent un important gisement paléontologique avec des fossiles de la fin du Pléistocène.

### Environnement

#### Pollution de l'air
Engis est aussi connue pour être une des villes les plus polluées de Belgique (cf. supra  « La catastrophe de 1930 »).

#### Microbiologie
La Cupriavidus metallidurans, bactérie à Gram négatif, capable de survivre à des concentrations millimolaires de nombreux métaux lourds tels que le zinc (Zn2+), le cadmium (Cd2+), le cobalt (Co3+), le nickel (Ni2+), le cuivre (Cu2+), le chrome (ion CrO42−), le mercure (Hg2+) et le plomb (Pb2+), a été isolée en 1976 par Christian Houba dans les sédiments de l'usine métallurgique Prayon.

## Démographie

### Démographie: Avant la fusion des communes
- Source: DGS recensements population

### Démographie: Commune fusionnée
En tenant compte des anciennes communes entraînées dans la fusion de communes de 1977, on peut dresser l'évolution suivante :
Les chiffres des années 1831 à 1970 tiennent compte des chiffres des anciennes communes fusionnées.
- Source: DGS , de 1831 à 1981=recensements population; à partir de 1990 = nombre d'habitants chaque 1 janvier[3]

## Histoire

### Préhistoire

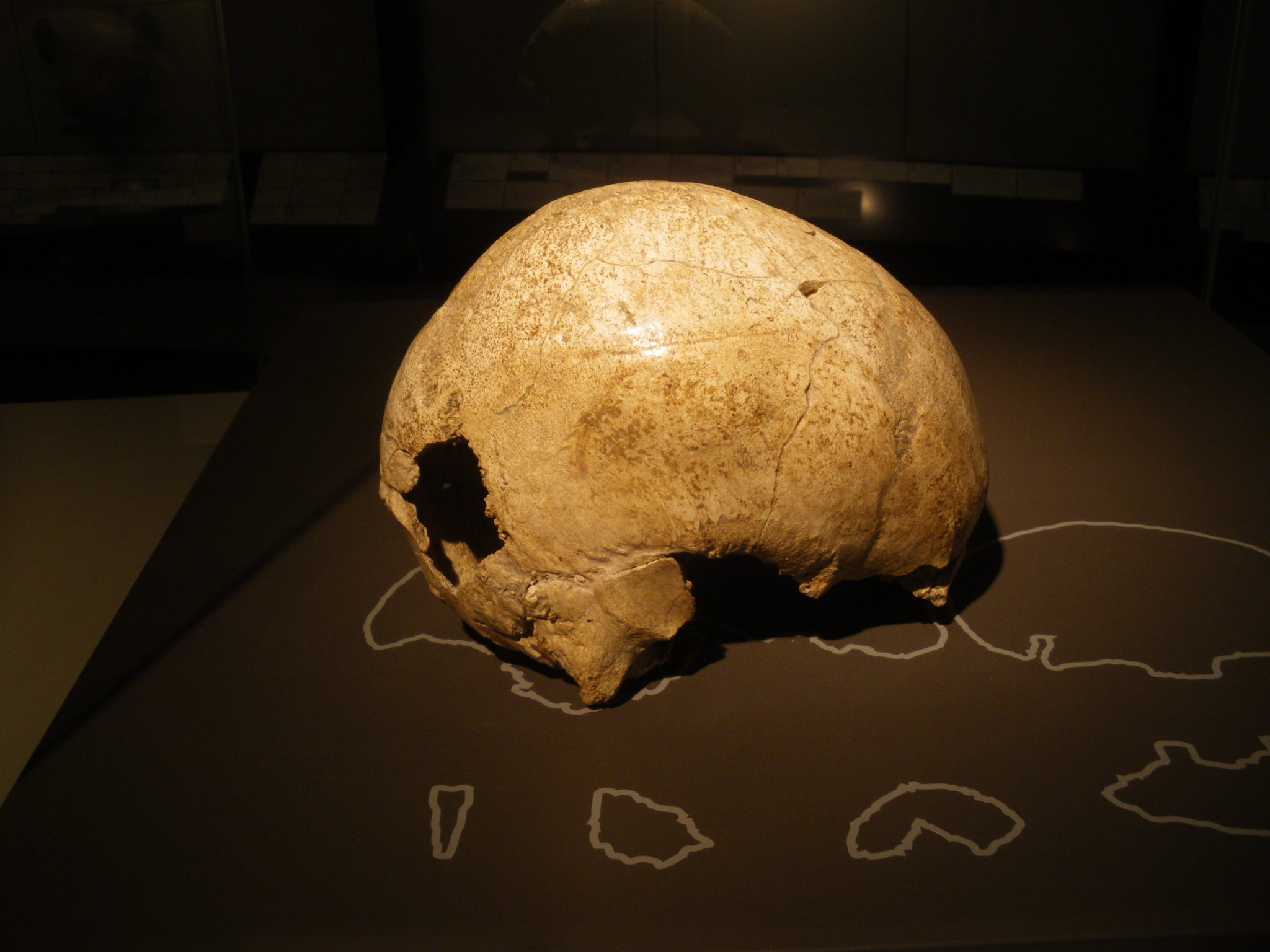
Engis 1, le crâne Homo sapiens découvert par Philippe-Charles Schmerling, Grand Curtius, Liège.

Les premières traces connues d'occupation humaine de la région remontent à l'Homme de Néandertal.
Celui-ci aurait d'ailleurs pu s'appeler l'« Homme d'Engis » puisque la découverte de Philippe-Charles Schmerling date de 1829, celle de l'Homme de Néandertal datant de 1856, et celle de l'Homme de Spy de 1886 : Schmerling découvrit dans les grottes qui portent désormais son nom, des silex et des ossements humains dont certains étaient vieux de 70 000 ans. Un crâne d'enfant dit Engis 2 a été identifié comme celui d'un jeune Homo neanderthalensis.
Des vestiges de squelettes d'animaux et des outils ont également été découverts dans ce site.
Des ossements humains et animaux ont aussi été trouvés à Engihoul à la grotte Lyell.
À Hermalle-sous-Huy, des fouilles ont révélé la présence de l'homme depuis le Paléolithique moyen au lieu-dit Thier d'Olne  à Ombret des haches et des silex taillés furent retrouvés.

### Protohistoire et Antiquité
Vers 300-600 av. J.-C., la campagne de Gerée devait être occupée par des Celtes - ce que laissent supposer les fragments de céramique trouvés en 2003 lors de sondages préventifs réalisés par la Région wallonne dans le parc d'activités industrielles.
Dans la seconde moitié du IIe siècle et au début du IIIe siècle, existait un établissement de tuiliers gallo-romains.

### Moyen Âge
L'occupation romaine (traces d'un vicus belgo-romain à Ombret) précède l'établissement des Mérovingiens avec une famille aristocratique au Thiers d'Olne, colline isolée qui domine la Meuse à proximité du gué et du pont romain. Position idéale par l'exploitation de la plaine alluviale en aval, la récolte des produits de la forêt bordant le plateau condrusien et le contrôle de la navigation sur la Meuse avec possibilité d'en percevoir un tonlieu (taxe).
L'habitat est modeste, en pierres, bois, torchis, chaume, entouré d'un enclos au centre duquel se trouve le mausolée où l'on a trouvé deux sarcophages, les seuls sur une trentaine de tombes. La présence de motifs chrétiens sur l'un des sarcophages laisse penser qu'une partie au moins de la population était christianisée - pour mémoire, le VIIe s. est nommé le « siècle des saints ». D'autres sépultures ont été mises en évidence en dehors de l'enceinte palissadée.
Dans la seconde moitié du VIIIe siècle, le mausolée est remplacé par une chapelle chrétienne construite avec un soin particulier : murs de pierre recouverts d'enduits peints et vitrail. L'habitat s'étend.
Ce complexe aristocratique est l'objet d'une transformation importante dans le courant du IXe siècle. Il comprend alors une église et un vaste édifice seigneurial carolingien avec domus, camerae, porches, cellier, étable ou écurie, etc., implanté à une vingtaine de mètres de distance de l'église, relié à elle par un mur limitant une cour intérieure.
Ce centre domanial dut être abandonné - sans traces de destruction violente - aux environs de l'an mil au profit d'un autre site de hauteur, le rocher d'Engihoul (à Clermont-sous-Huy).

### Époque moderne et Époque contemporaine
Hermalle-sous-Huy fut le siège de l'une des plus anciennes seigneuries de la vallée de la Meuse relevant d'une cour féodale et censale dès le Moyen Âge et jusqu'au XVIIIe siècle ; l'histoire du bourg se confond donc avec celle de son château et de ses seigneurs.
La configuration actuelle du village se dessine au XVIIe siècle avec des bâtiments couverts d'ardoises, dont les encadrements (baies), les chaînages et les soubassements sont souvent en calcaire de Meuse, les murs extérieurs étant réalisés en briques à partir de l’argile et du limon régionaux, les murs intérieurs en colombage et briques.
Depuis le 1er janvier 1977, le territoire d'Engis a été modifié par la fusion des communes décidée par le gouvernement belge : il englobe ainsi la plus grande partie de l'ancienne commune de Hermalle-sous-Huy (la partie située sur la rive gauche de la Meuse est passée à la commune de Saint-Georges-sur-Meuse), l'ancienne commune de Clermont-sous-Huy et une partie de celle de Ehein. La partie de la nouvelle entité située sur la rive droite de la Meuse constitue une zone rurale et semi-rurale d'intérêt patrimonial et paysager.

#### La catastrophe de 1930

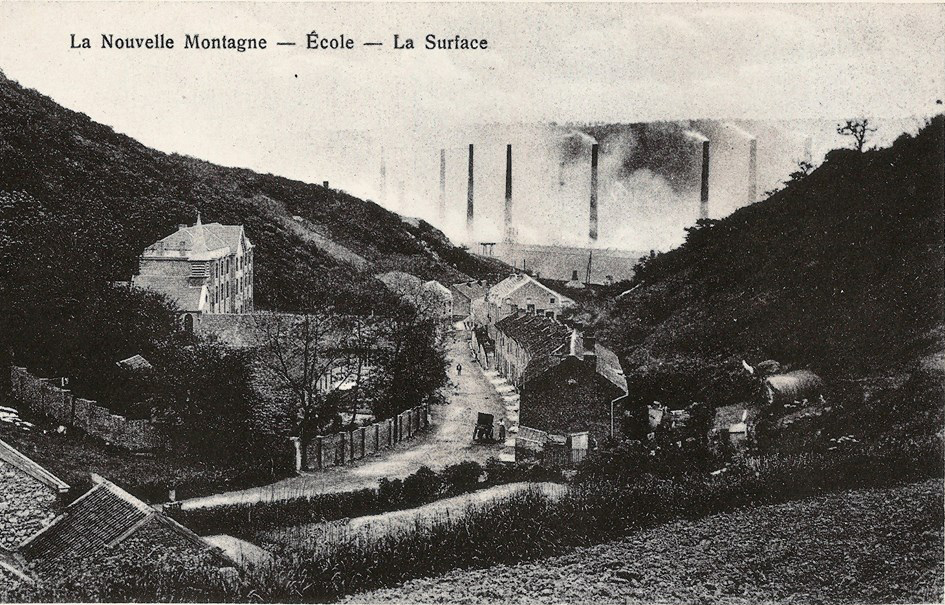
Vue des fumées dégagées par les usines à hauteur de la rue Surface à Engis, sur la rive gauche de la Meuse, circa 1930. Elles masquent quasi complètement la rive droite du fleuve et le village de Hermalle-sous-Huy.

Du 1er au 5 décembre 1930, alors que le brouillard recouvre une grande partie de la Belgique, une inversion de température à 70-80 m se produit dans la vallée de la Meuse, entre Huy et Jemeppe-sur-Meuse. Cette section du val mosan, au milieu de laquelle se trouve Engis, constitue un bassin industriel fort important et abrite de nombreuses usines utilisant la combustion du charbon.
La vallée connaît alors des conditions anticycloniques, une température de 1 à 2 °C, un très faible vent (1 à 3 km/h), une accumulation de gaz et de particules de suie.
Le brouillard - produit de la condensation de l'eau sur les poussières industrielles -, particulièrement persistant - du fait de la présence de substances huileuses sur ces mêmes poussières - maintient au niveau du biotope humain les particules fines en suspension dans l'air et les particules de dioxyde de soufre (SO2) produites par les industries ; hommes et animaux ne peuvent que les respirer.
Les dégâts sont quasiment immédiats : dès le troisième jour, des milliers de personnes sont atteintes de troubles respiratoires (irritation de la gorge, douleurs dans la poitrine, quintes de toux, respiration difficile, augmentation de l'adrénaline, nausées, vomissements). Plus de soixante personnes, âgées de 20 à 80 ans, souffrant d'affections cardiaques ou pulmonaires, décèdent en deux jours soit une augmentation de 10,5 % par rapport à la mortalité habituelle.
Ce drame suscite immédiatement une violente émotion au niveau local, national et international ; les journaux parlent de « mort noire », de « Vallée de la Mort », de « brouillard homicide ».
Dès le 6 décembre, une enquête judiciaire est ouverte et un comité d'experts nommé pour déterminer les mécanismes des accidents. Les dix autopsies pratiquées révèlent la présence de mucosités dans la trachée et les bronches, des œdèmes pulmonaires et des hémorragies mais pas de signe d'empoisonnement systémique.
Les résultats de l’expertise sont publiées en 1931 dans le Bulletin de l'Académie royale de médecine de Belgique.
Ce rapport constitue un point de repère dans l'histoire de la pollution de l'air car c'est la première fois qu'est considérée comme étant établie scientifiquement la démonstration de la mortalité et des maladies engendrées par la pollution de l'air. Cette conclusion peut cependant être discutée puisque des travaux historiens démontrent que de nombreux médecins alertaient, depuis le dernier quart du XIXe siècle au moins, les autorités des districts industriels sur la morbidité de la pollution de l'air. Ce brouillard cause dès lors peut-être moins la première démonstration scientifique de la mortalité de la pollution atmosphérique que l'impossibilité de continuer à nier cette dernière. Dans le rapport sont cependant identifiés les mécanismes du brouillard hivernal, l'inversion de température, les produits de la combustion du charbon, les sujets à risques, et il prédit de futurs désastres… « Si les mêmes conditions se trouvent réunies, les mêmes accidents se reproduiront. (…) Si un désastre survenait à Londres dans des conditions analogues on aurait à déplorer 3 179 morts immédiates » ; ces prédictions vont  être confirmées par les faits : en 1952, Londres va subir un épais brouillard du 5 au 9 décembre ; en trois mois, on va compter 12 000 décès supplémentaires comparés à la mortalité normale.
Ce drame a eu une forte répercussion dans la littérature scientifique. Sur le plan local, Engis est devenue l'une des communes les plus surveillées quant à la pollution, mais les événements de 1930 sont peu à peu tombés dans l'oubli. La commune d'Engis a cependant célébré le 70e anniversaire du drame, en décembre 2000, par l'installation devant la maison communale d'une sculpture de l'Engissois Paul Vandersleyen.
Un ouvrage de 2016 signé par Alexis Zimmer est entièrement consacré à l'histoire très précise de ces « brouillards toxiques ».

## Héraldique
|  | La commune possède des armoiries qui lui ont été octroyées le 22 juin 1999. Elles sont une combinaison du coq wallon, des couleurs de la Wallonie et d'une bande rouge qui symbole la Meuse qui traverse la commune. Blasonnement : D'or à la barre diminuée de gueules accostée de quatre coqs hardis du même rangés en bande, deux en chef et deux en pointe. Source du blasonnement : Heraldy of the World. |

## Politique et administration

### Conseil et collège communal 2024-2030
Ci-dessous, le tableau des résultats des élections communales de 2024.
| Parti | Parti           | Voix (2024) | Voix (2018) | % (2024) | % (2018) | +/-   | Sièges  | +/-  | Collège |
| ----- | --------------- | ----------- | ----------- | -------- | -------- | ----- | ------- | ---- | ------- |
|       | Renouveau       | 436         | -           | 11,89%   | -        | 0.0 % | 1 / 17  | 1.0  | Non     |
|       | Engis Solidaire | 1.141       | -           | 31,11%   | -        | 0.0 % | 6 / 17  | 6.0  | Non     |
|       | COHEsion        | 1.876       | -           | 51,15%   | -        | 0.0 % | 10 / 17 | 10.0 | Oui     |
|       | No Pollution    | 215         | -           | 5,86%    | -        | 0.0 % | 0 / 17  | 0.0  | Non     |
|       | ECOLO           | -           | 635         | -        | 17,57%   | 0.0 % | - / 17  | 3.0  | Non     |
|       | E+              | -           | 417         | -        | 11,54%   | 0.0 % | - / 17  | 1.0  | Non     |
|       | Parti Social    | -           | 417         | -        | 11,54%   | 0.0 % | - / 17  | 1.0  | Non     |
|       | EngiSolidair    | -           | 1.725       | -        | 47,73%   | 0.0 % | - / 17  | 11.0 | Non     |
|       | MCER            | -           | 420         | -        | 11,62%   | 0.0 % | - / 17  | 1.0  | Non     |
| Total | Total           | 3 668       | 3 614       | 100 %    | 100 %    |       | 17      |      |         |

| Collège communal   |                      |               |
| ------------------ | -------------------- | ------------- |
| Bourgmestre        | Marc Voué            | PS - COHEsion |
| 1er Échevine       | Christine Oversteyns | COHEsion      |
| 2e Échevine        | Géraldine Pinte      | COHEsion      |
| 3e Échevine        | Sophie Bourguignon   | COHEsion      |
| 4e Échevin         | Christophe Menconi   | COHEsion      |
| Présidente du CPAS | Isabelle Terryn      | COHEsion      |

### Jumelage
La commune d'Engis est jumelée avec :
- Ribécourt-Dreslincourt (France) depuis le 14 juin 1980.

## Patrimoine et culture

### Monuments et sites remarquables
Les différentes sections d'Engis possèdent des monuments ou sites remarquables :

#### Clermont-sous-Huy
- Château-ferme d'Attines (XVIIIe siècle), domaine privé.
- Château d'Halledet (XIXe siècle), domaine privé.
- Château de Magnery (XVIIIe siècle).

#### Éhein
- Grottes de Lyell et de Rosée, inaccessibles au public (cf. supra « Géologie »).

#### Engis
- Église paroissiale Saint-Pierre, avec carillon extérieur ;
- Parc des Tchafornis, l’un des quatre géosites belges ;
- Maison Espagnole (1587) ;
- Musée minéralogique Jean-Marie Souplet.

#### Hermalle-sous-Huy

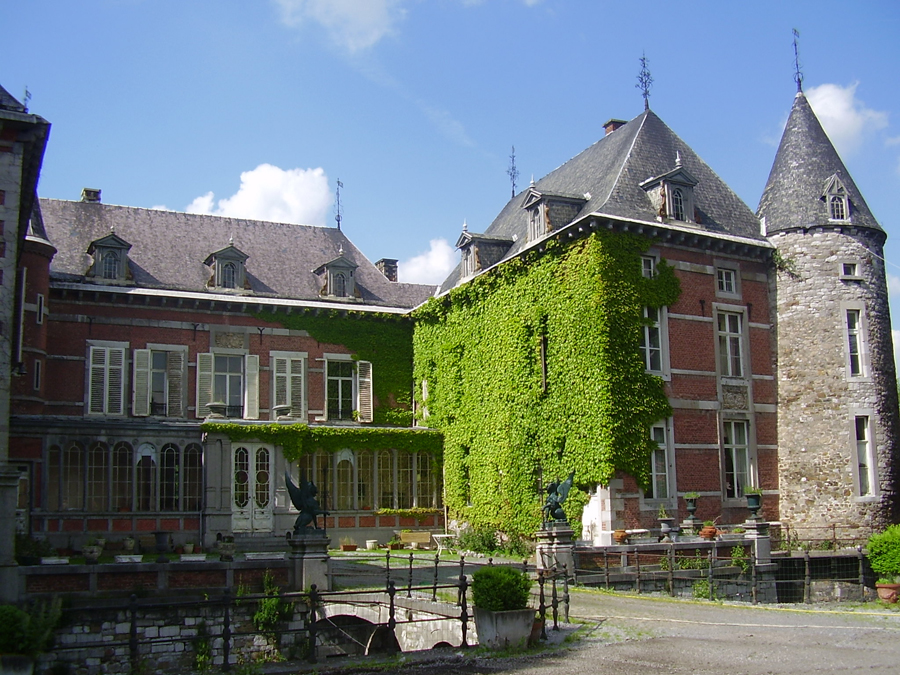
Cour d'honneur du château de Hermalle-sous-Huy et tour du s. remaniée.

- Château d'Hermalle (tour du XIIe siècle - autres parties des bâtiments des XVIIe et XVIIIe siècles, style mosan) et Ferme castrale de 1742, contiguë au château
- Maison natale de Jean-Gille Jacobs, maître-maçon du XVIIIe siècle (bâtiment classé, visitable aux Journées du Patrimoine - 2e week-end de septembre –, présentant des peintures murales, représentant les métiers de la construction, uniques en Europe)
- Maison de la Héna - ancienne dépendance de l'Abbaye de Flône – (bâtiment classé)
- Cense Cassal (XVIIe siècle)
- Ferme d'Hottine (1715 - ancienne dépendance de l'Abbaye de Flône)
- Bibliothèque et musée de la Gourmandise – Musée : histoire curieuse de la cuisine et de l'alimentation de l'Antiquité à nos jours, dans la Ferme castrale ; Bibliothèque : la plus importante de Belgique avec 17 000 livres de gastronomie et de cuisine, une des 20 plus grandes d'Europe - accessible sur rendez-vous
- Musée Postes restantes : histoire anecdotique de l'écriture et de la poste - dans la Ferme castrale.

### Culture

#### Événements
- Marché hebdomadaire de livres d'occasion à la ferme castrale ;
- Aux alentours du 21 juillet, fête annuelle du Grand Pardon d'Hermalle.

## Économie

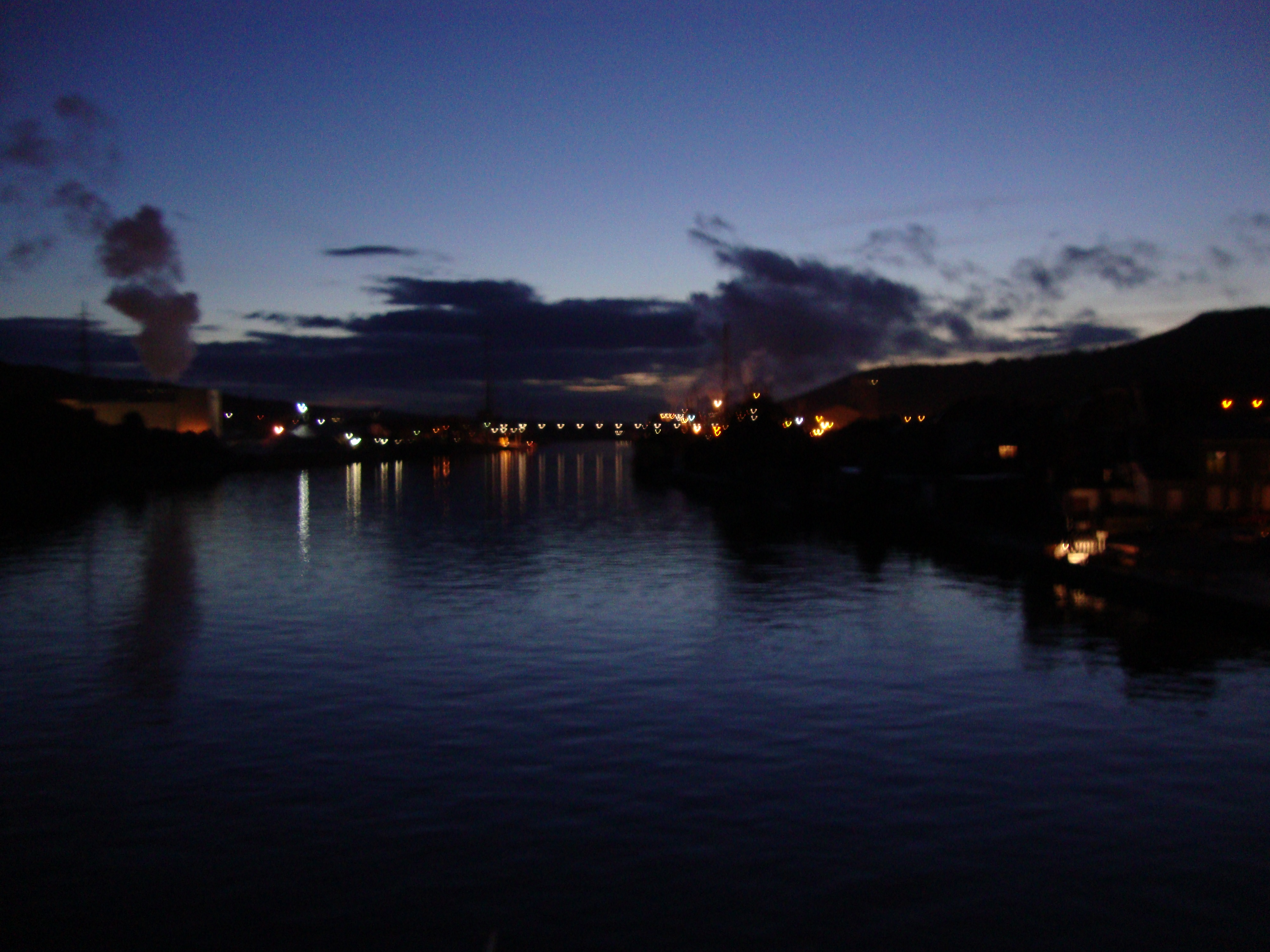
La Meuse à Engis.

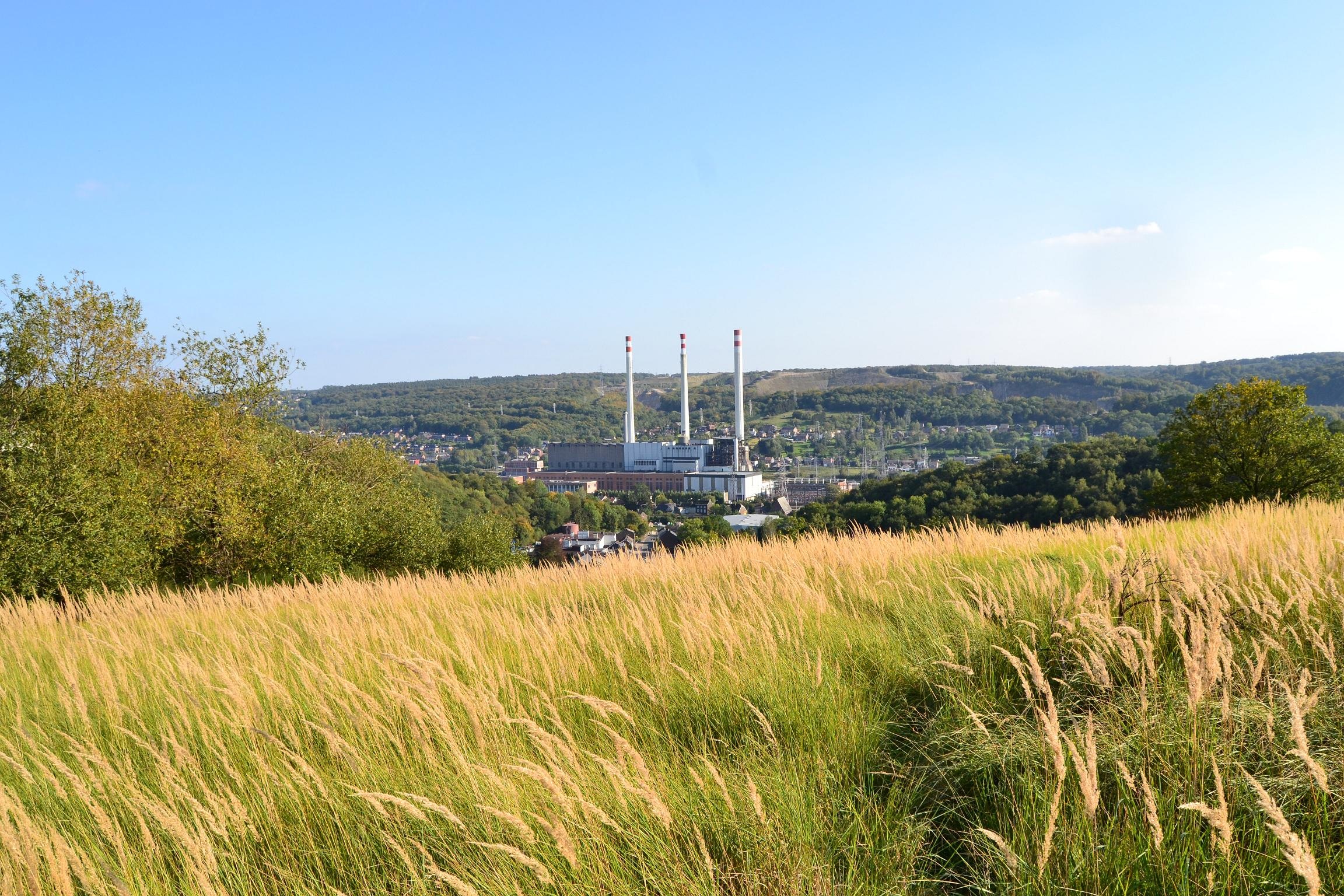
Centrale électrique d'Engis, vue depuis le plateau des Fagnes.

Depuis 1977, Engis est une commune mixte : rurale dans sa partie sud (Clermont-sous-Huy), semi-rurale au centre (Hermalle-sous-Huy) et traditionnellement très industrielle au nord, sur la rive gauche de la Meuse, où ont été exploités des gisements de plomb, alun, houille et calcaire.
En 1828 est créée la Société Métallurgique d’Engis pour l’exploitation du zinc. En 1845, elle devient la société de la Nouvelle Montagne qui, profitant de la découverte de gisement de phosphate en Hesbaye, va fabriquer aussi des engrais chimiques. En 1882, elle se transforme en Société Métallurgique de Prayon et concentre ses activités sur la chimie. Devenue Société Chimique Prayon-Rupel en 1982, elle est leader mondial dans le secteur des phosphates ; ses produits sont utilisés dans l’industrie, l’alimentation humaine et animale, l’horticulture, la médecine et la pharmacie.
Engis dispose aussi d’une centrale électrique sur la rive gauche de la Meuse.
Un parc d'activités économiques, créé par l'arrêté ministériel du 26 novembre 1968, s'est développé le long de la rive droite de la Meuse et bénéficie de voies de transport multimodales : route N90, chemin de fer (ligne Val Saint-Lambert-Hermalle-sous-Huy no 285) et port fluvial de 50 a (longueur de rive de 192 m, 2 quais de déchargement et 2 dalles de stockage) géré par le Port autonome de Liège. Knauf (fabrication de plâtre) s’y est installé dès 1974.

## Personnalités liées à la commune
- Jean-Hérard Janssens, historien et écrivain ecclésiastique, habitant d'Engis
- Hilarion-Noël de Villenfagne d’Ingihoul, bibliophile et écrivain résidant au château d'Engihoul
- Philippe-Charles Schmerling, découvreur des grottes d'Engis et du premier fossile d’époque néandertalienne, dit Engis 2.
- Armand Putzeyse
- Jean-Pierre Dardenne, réalisateur né à Engis
- Jean-Luc Delvaux, dessinateur né à Engis
- Mady Andrien, sculptrice née à Engis
- Henri de Hermalle, chef des Waroux dans la Guerre des Awans et des Waroux, XIIIe siècle
- Jean-Gilles Jacob, maitre-maçon et échevin, XVIIIe siècle
- Jean-Joseph Hanson, échevin, peintre et écrivain, XVIIIe siècle
- Eugène Mincé du Fontbaré, homme politique catholique belge, XIXe siècle
- Louis Lepage, industriel belge, né à Hermalle-sous-Huy le 6 janvier 1886, décédé à Sprimont le 11 mars 1955.

## Sources et autres références